# 伊塔巴亞尼尼亞
11°16′26″S 37°47′24″W / 11.27389°S 37.79000°W
伊塔巴亞尼尼亞（葡萄牙語：Itabaianinha），是巴西的城鎮，位於該國東北部，由塞爾希培州負責管轄，始建於1915年10月19日，面積493平方公里，海拔高度223米，2013年人口40,821，人口密度每平方公里82.75人。